# Desportivo de Cova Figueira
El Desportivo De Cova Figueira Clube Futebol és un club capverdià de futbol de la ciutat de Cova Figueira a l'illa de Fogo.

## Història
El club va ser fundat el 1996.

## Palmarès
- Lliga de Fogo de futbol (Segona Divisió): 
  - 1997, 2003, 2009